# The Lost Tapes
The Lost Tapes: Circa 1989 је постхумни албум Тупак Шакура објављен 2000. године, а затим поново објављен 12. јуна 2007. Овај албум садржи прве песме које је Тупак снимио током 1989. године, а које су довеле до његовог прикључења као плесача групи Дигитал Андерграунд. Продуцент албума је саоснивач Диџитал Андерграунда Чопмастер Џеј.